# Manchester (Kentucky)
Manchester es una ciudad ubicada en el condado de Clay en el estado estadounidense de Kentucky. En el Censo de 2010 tenía una población de 1255 habitantes y una densidad poblacional de 317,12 personas por km².

## Geografía
Manchester se encuentra ubicada en las coordenadas 37°9′23″N 83°45′36″O / 37.15639, -83.76000. Según la Oficina del Censo de los Estados Unidos, Manchester tiene una superficie total de 3.96 km², de la cual 3.88 km² corresponden a tierra firme y (1.83%) 0.07 km² es agua.

## Demografía
Según el censo de 2010, había 1255 personas residiendo en Manchester. La densidad de población era de 317,12 hab./km². De los 1255 habitantes, Manchester estaba compuesto por el 92.51% blancos, el 6.29% eran afroamericanos, el 0% eran amerindios, el 0.08% eran asiáticos, el 0% eran isleños del Pacífico, el 0.24% eran de otras razas y el 0.88% pertenecían a dos o más razas. Del total de la población el 0.96% eran hispanos o latinos de cualquier raza.